# 朱大誥
朱大誥（?—?），直隸省天津府靜海縣人，清朝政治人物、同進士出身。
光緒十六年（1890年），参加光緒庚寅科殿試，登進士三甲32名。同年五月，著主事，分部学习，授吏部主事。